# Cocor canadian
Cocorul canadian (Antigone canadensis) este o specie de cocor mare din America de Nord și nord-estul extrem al Siberiei.
Cocorul canadian a fost plasat anterior în genul Grus, dar un studiu filogenetic molecular publicat în 2010 a constatat că genul, așa cum era definit atunci, era polifiletic. În rearanjarea rezultată pentru a crea genuri monofiletice, patru specii, inclusiv cocorul canadian, au fost plasate în genul Antigone care a fost creat de naturalistul german Ludwig Reichenbach în 1853. Epitetul specific canadensis este cuvântul latin modern pentru „canadian”.

## Descriere

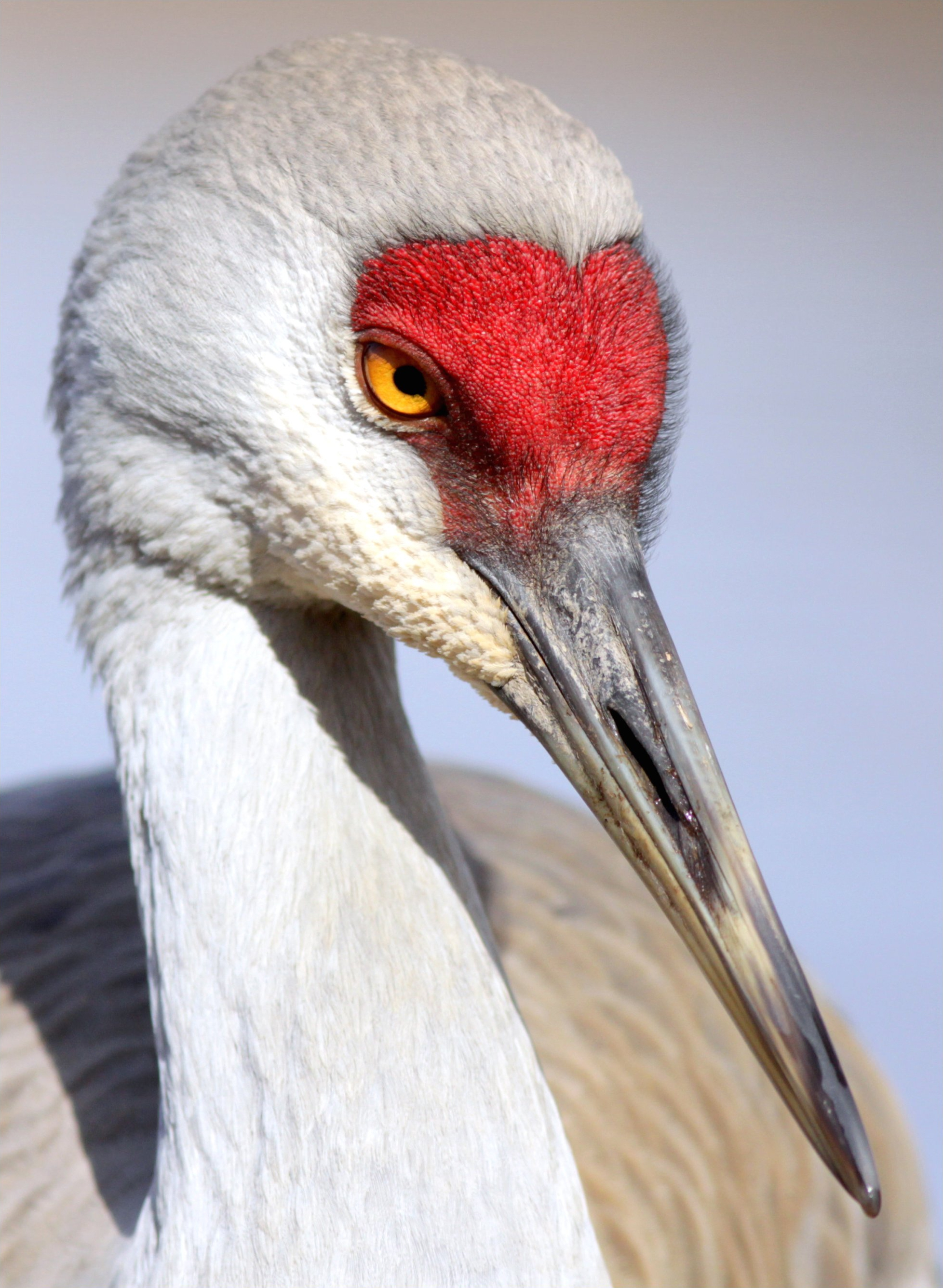
Detaliu cap

Adulții sunt gri în general; în timpul reproducerii, penajul lor este de obicei mult pătat, în special la populațiile migratoare, și arată aproape ocru. Greutatea medie a masculilor mai mari este de 4,57 kg, în timp ce greutatea medie a femelelor este de 4,02 kg.
Cocorul canadian are fruntea roșie, obraji albi și ciocul lung, ascuțit și de culoare închisă. În zbor, gâtul lui lung se menține drept, iar picioarele lungi și negre se întind în spatel cozii. Păsările imature au părțile superioare maroniu-roșcat și părțile inferioare gri.
Dimensiunile variază între diferite subspecii; înălțimea medie a acestor păsări este de aproximativ 80 până la 136 cm. Corzile lor de aripă au de obicei 41,8-60 cm, cozile au 10-26,4 cm, culmenii au o lungime de 6,9-16 cm, iar tarsul măsoară 15,5-26,6 cm. Anvergura aripilor este de 200 cm.
Folosind curenții de aer ascendenți pentru a obține ridicarea, pot rămâne în aer multe ore, necesitând doar o lovitură ocazională a aripilor, cheltuind astfel puțină energie. Cârdurile migratoare conțin sute de păsări. Cocorul canadian zboară spre sud pentru iernare. În zonele lor de iernat, formează cârduri de peste 10.000 de indivizi. Un loc în care se întâmplă acest lucru este la Bosque del Apache National Wildlife Refuge, la 160 km sud de Albuquerque, New Mexico. În noiembrie, se organizează anual un festival Cocorul canadian.

## Comportament

### Hrană
Cocorul canadian se hrănește cu o gamă largă de insecte, plante acvatice, nevertebrate și rozătoare, precum și semințe și fructe de pădure. Totuși, dieta lor este predominant pe bază de plante. De exemplu, în peninsula Chukchi, dieta de vară constă în principal dintr-o specie de arbust pitic veșnic verde numit Empetrum. Cocorul canadian mănâncă, de asemenea, Rubus chamaemorus și merișor, completate cu insecte și rozătoare. În Alaska și nordul Canadei, pasărea mănâncă nu numai diferite tipuri de fructe de pădure, ci și pești, moluște și insecte zburătoare. De asemenea, mănâncă ouă și pui de gâște de zăpadă și de lagopus.

## Galerie

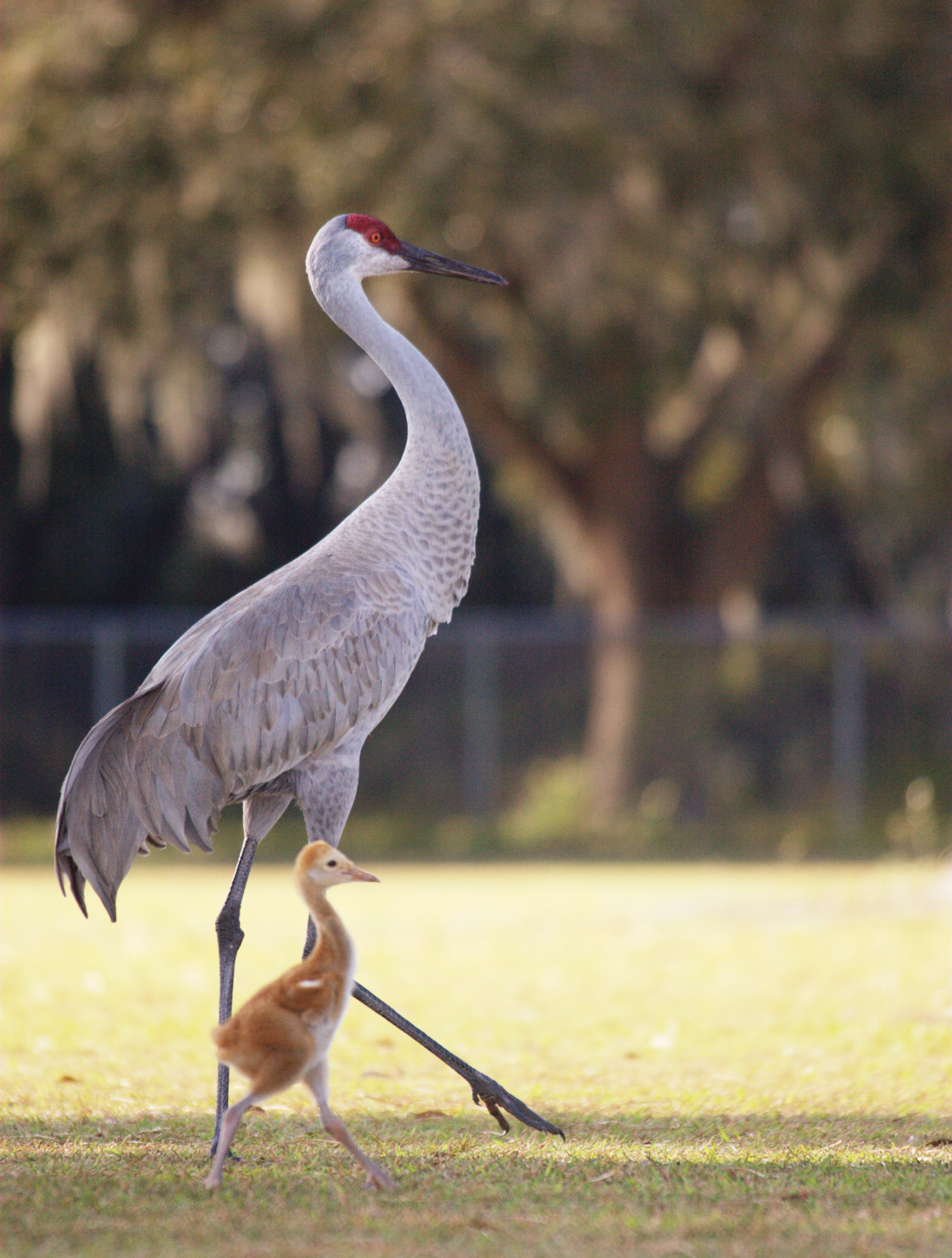
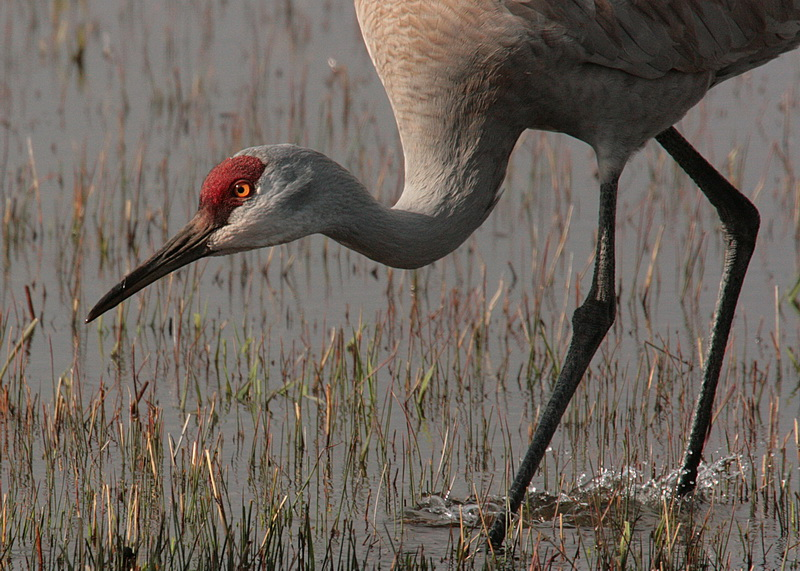
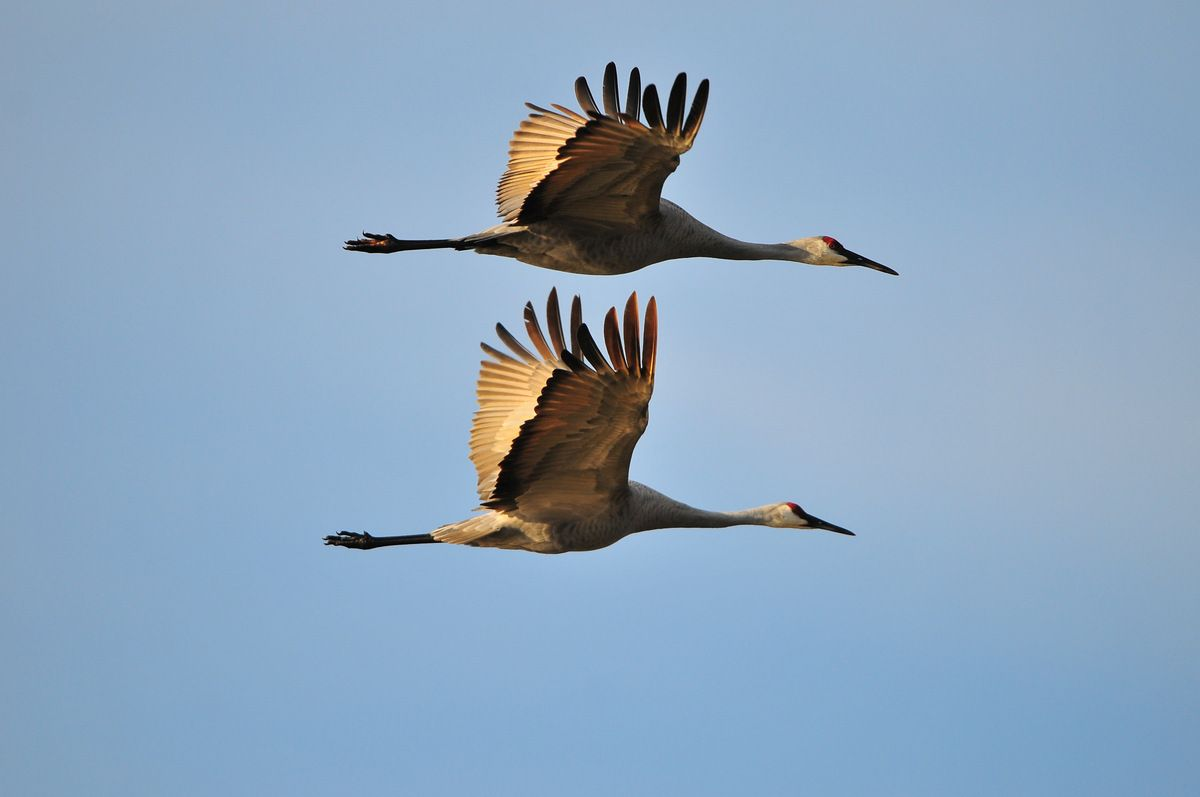